# 吳弘肇
吳弘肇（？—1514年10月13日（正德九年九月十五））和名泊里主宗重，琉球國第一尚氏王朝人物，為吳氏我那霸家的元祖。童名真德。
吳弘肇的早年生涯是未知的，僅知道他是泊村的住人。1466年，尚德王遠征喜界島，凱旋而歸；途經泊村的時候，吳弘肇之妻親自戴水迎於海涯，獻於尚德王。尚德王大喜，以其清水洗滌手足，並且稱讚吳弘肇之妻為女中忠臣。隨後尚德王召吳弘肇夫婦赴宴，封吳弘肇為泊地頭職，管理泊村和奄美群島；封吳弘肇之妻為泊大阿母潮花司，賜之田圃於浦添間切名嘉瑠邑。

## 家族
- 父：不詳
- 母：不詳

- 室：泊大阿母潮花司（號中岳）
  - 長子：保榮茂親方宗友（唐名不詳，為分家）
  - 次子：吳起良（花城親方宗義，繼承家統）